# Protagrotis viralis
Protagrotis viralis là một loài bướm đêm trong họ Noctuidae.